# Pravisdomini
Pravisdomini település Olaszországban, Friuli-Venezia Giulia régióban, Pordenone megyében. Lakosainak száma 3441 fő (2023. január 1.). Pravisdomini Annone Veneto, Chions, Meduna di Livenza, Pasiano di Pordenone, Pramaggiore és Azzano Decimo községekkel határos.

## Népesség
A település lakossága az elmúlt években az alábbi módon változott:
| Lakosok száma | 3461 | 3500 | 3441 |
|               | 2017 | 2018 | 2023 |